# Рехборн
Рехборн (њем. Rehborn) општина је у њемачкој савезној држави Рајна-Палатинат. Једно је од 119 општинских средишта округа Бад Кројцнах. Према процјени из 2010. у општини је живјело 751 становника. Посједује регионалну шифру (AGS) 7133083.

## Географски и демографски подаци
Рехборн се налази у савезној држави Рајна-Палатинат у округу Бад Кројцнах. Општина се налази на надморској висини од 150 метара. Површина општине износи 10,1 km². У самом мјесту је, према процјени из 2010. године, живјело 751 становника. Просјечна густина становништва износи 74 становника/km².